# Gundakallu Hosur, Nagamangala
Gundakallu Hosur là một làng thuộc tehsil Nagamangala, huyện Mandya, bang Karnataka, Ấn Độ.